# Niszczyciele typu C/D
Niszczyciele typu C/D – seria brytyjskich niszczycieli zbudowanych na początku lat 30. XX wieku, służących w Royal Navy oraz Royal Canadian Navy podczas II wojny światowej.
Zbudowanych zostało pięć okrętów typu C oraz dziewięć jednostek nieznacznie zmodyfikowanego typu D. W skład każdego z typów wchodził jeden lider nieco powiększony względem pozostałych jednostek. Wszystkie niszczyciele typu C oraz dwie jednostki typu D zostały przekazane Kanadzie.
Dziewięć jednostek zostało utraconych w trakcie wojny, w tym dwie w wyniku kolizji z innymi okrętami. Pozostałe niszczyciele wycofano ze służby w ciągu kilku lat po zakończeniu działań wojennych.

## Okręty

### Typ C
- HMS „Kempenfelt” (D18) (lider; w 1939 przekazany Kanadzie jako HMCS „Assiniboine”; od 1940: I18)
- HMS „Comet” (H00) (w 1938 przekazany Kanadzie jako HMCS „Restigouche”)
- HMS „Crusader” (H60) (w 1938 przekazany Kanadzie jako HMCS „Ottawa”)
- HMS „Cygnet” (H83) (w 1937 przekazany Kanadzie jako HMCS „St. Laurent”)
- HMS „Crescent” (H48) (w 1937 przekazany Kanadzie jako HMCS „Fraser”)

### Typ D
- HMS „Duncan” (D99) (lider; od 1940: I99)
- HMS „Dainty” (H53)(inne języki)
- HMS „Daring” (H16)
- HMS „Decoy” (H75)(inne języki) (w 1943 przekazany Kanadzie jako HMCS „Kootenay”)
- HMS „Defender” (H07)
- HMS „Delight” (H38)
- HMS „Diamond” (H22)(inne języki)
- HMS „Diana” (H49) (w 1940 przekazany Kanadzie jako HMCS „Margaree”)
- HMS „Duchess” (H64)